# Hindustan Aeronautics
Pour les articles homonymes, voir HAL.
Hindustan Aeronautics Ltd. est une société aéronautique indienne.

## Histoire
La société fut créée par Walchand Hirachand Doshi (en) (23 novembre 1882 – 8 avril 1953) en 1940 sous le nom d'Hindustan Aircraft à Bangalore. Il fonda également le premier chantier naval moderne et la première usine d'automobiles de l'Inde. 
L'entreprise prit son nom actuel en 1964 et utilise l'ancien aéroport international de Bangalore, aéroport HAL.

## Conception locale
- HAL HF-24 Marut (premier vol : 17 juin 1961)
- HAL HJT-16 Kiran (premier vol : 1964)
- HAL Ajeet (premier vol : mars 1975)
- HAL Dhruv (premier vol : août 1992)
- HAL Tejas (premier vol : 4 janvier 2001)
- HAL HJT-36 Sitara (premier vol : 7 mars 2003)
- HAL Light Combat Helicopter (LCH) (date de mise en service prévue : 2010)
- HAL Light Observation Helicopter (LOH) (date de mise en service prévue : 2013)
- UAC/HAL Multirole Transport Aircraft dérivé de l'Il-76
- NAL Saras
- HAL Medium Combat Aircraft (MCA)

## Construction sous licence
- Folland Gnat (à partir de 1959)
- Alouette III (à partir de 1965)

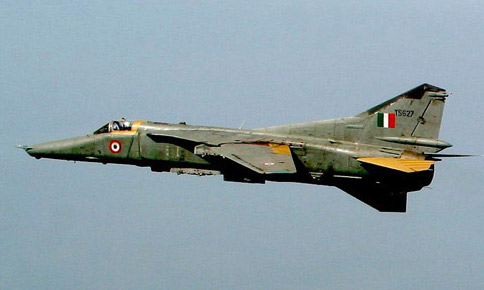
Un MIG-27 fabriqué sous licence

- Mikoyan-Gourevitch MiG-21 (à partir de 1966)
- SEPECAT Jaguar (à partir de 1980)
- Mikoyan-Gourevitch MiG-27 Flogger (à partir de 1986)
- Soukhoï Su-30MKI (à partir de 2000)

## En images

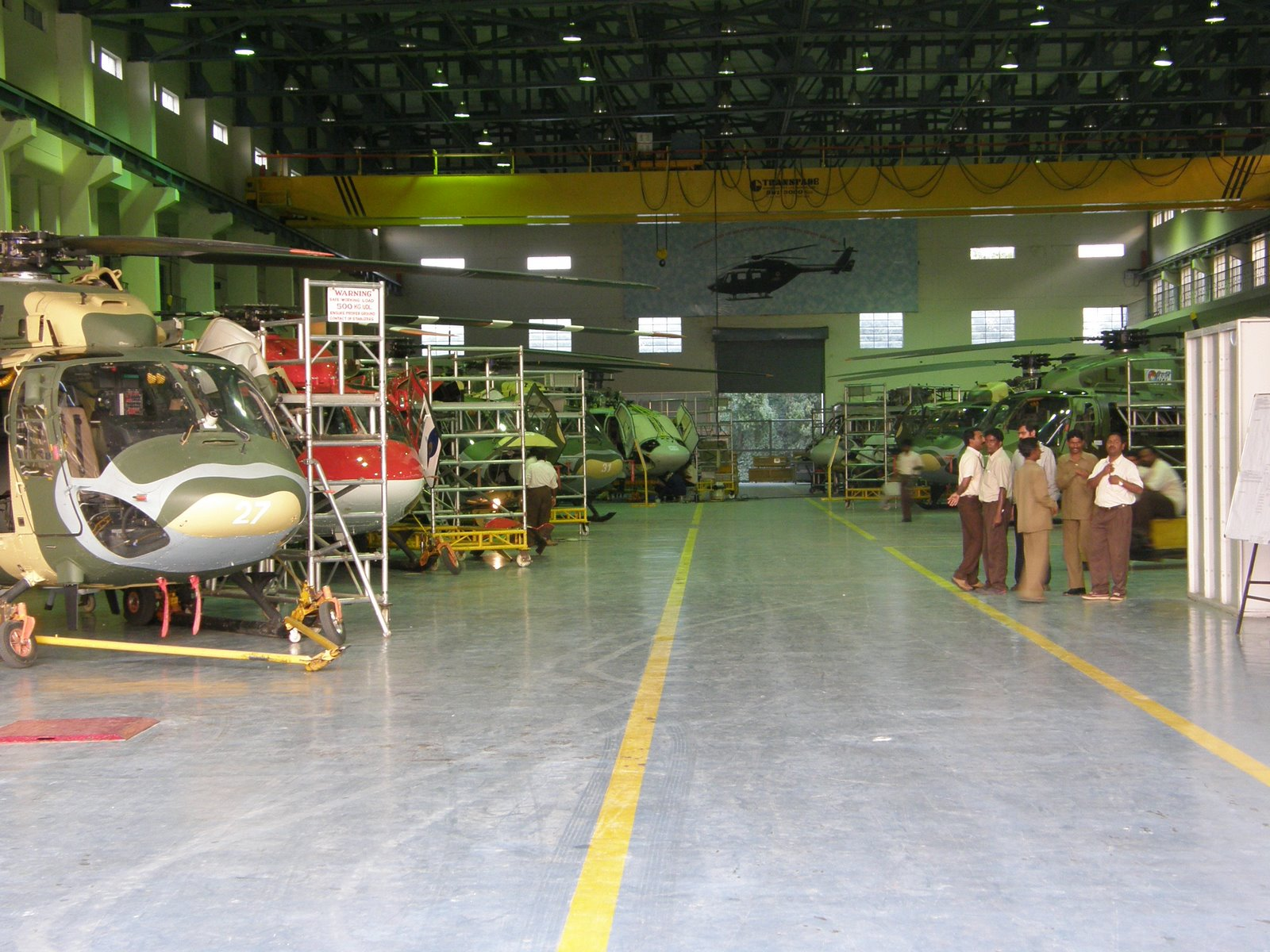
Chaîne de production du HAL Dhruv à Bangalore.
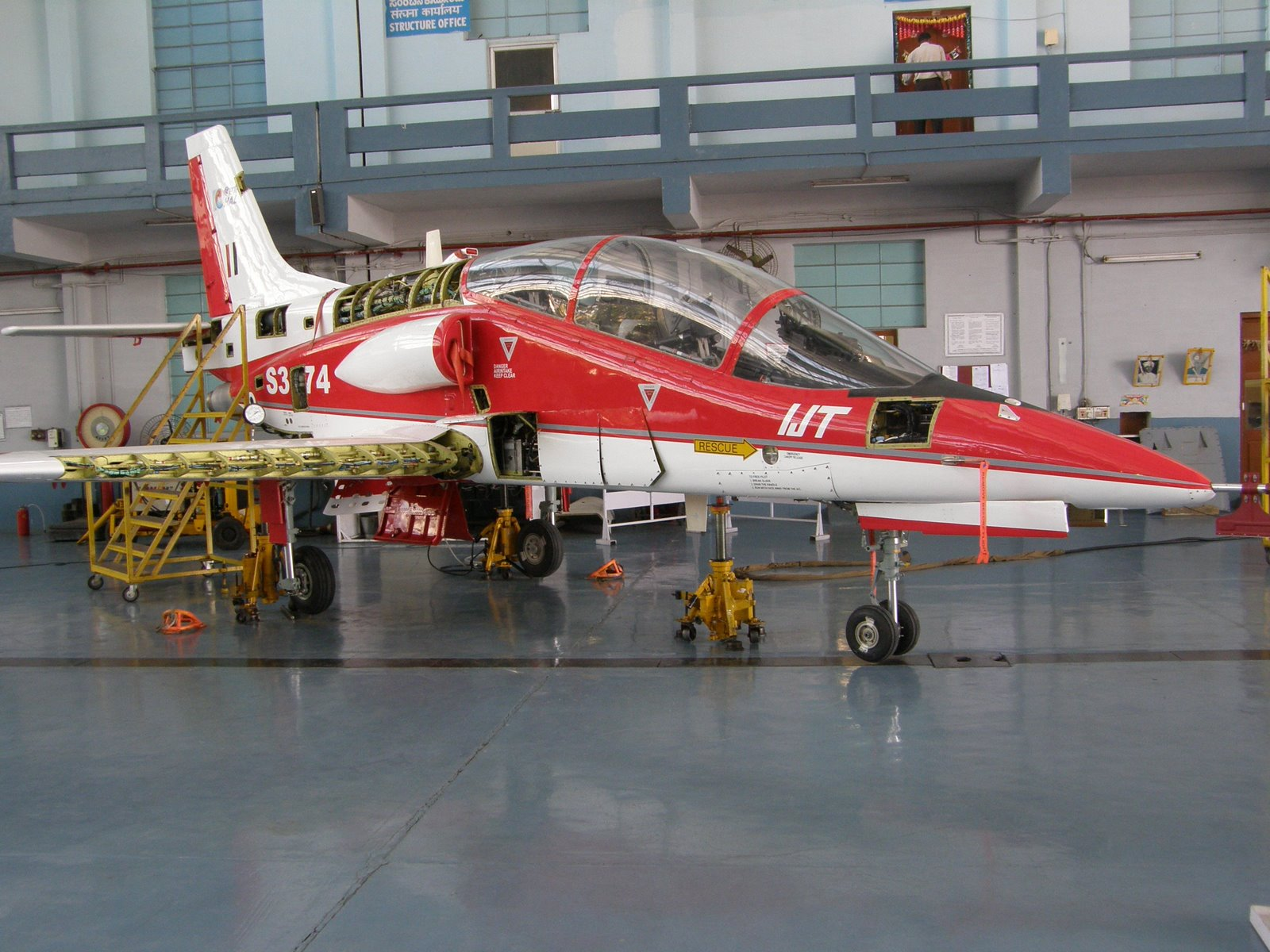
Prototype dans son hangar
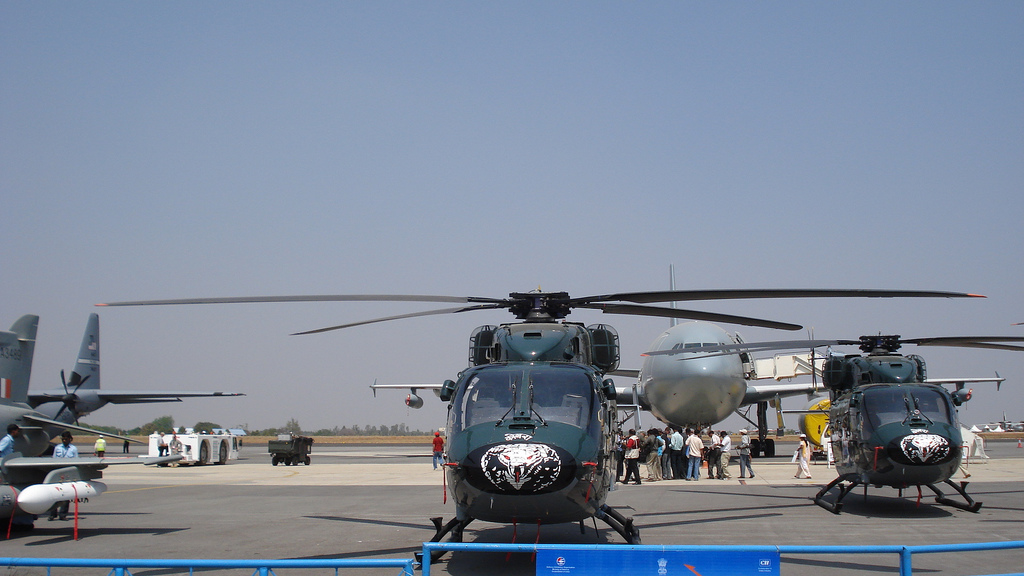
Hélicoptères HAL Dhruv de l'Armée de l'Air équatorienne en 2008.
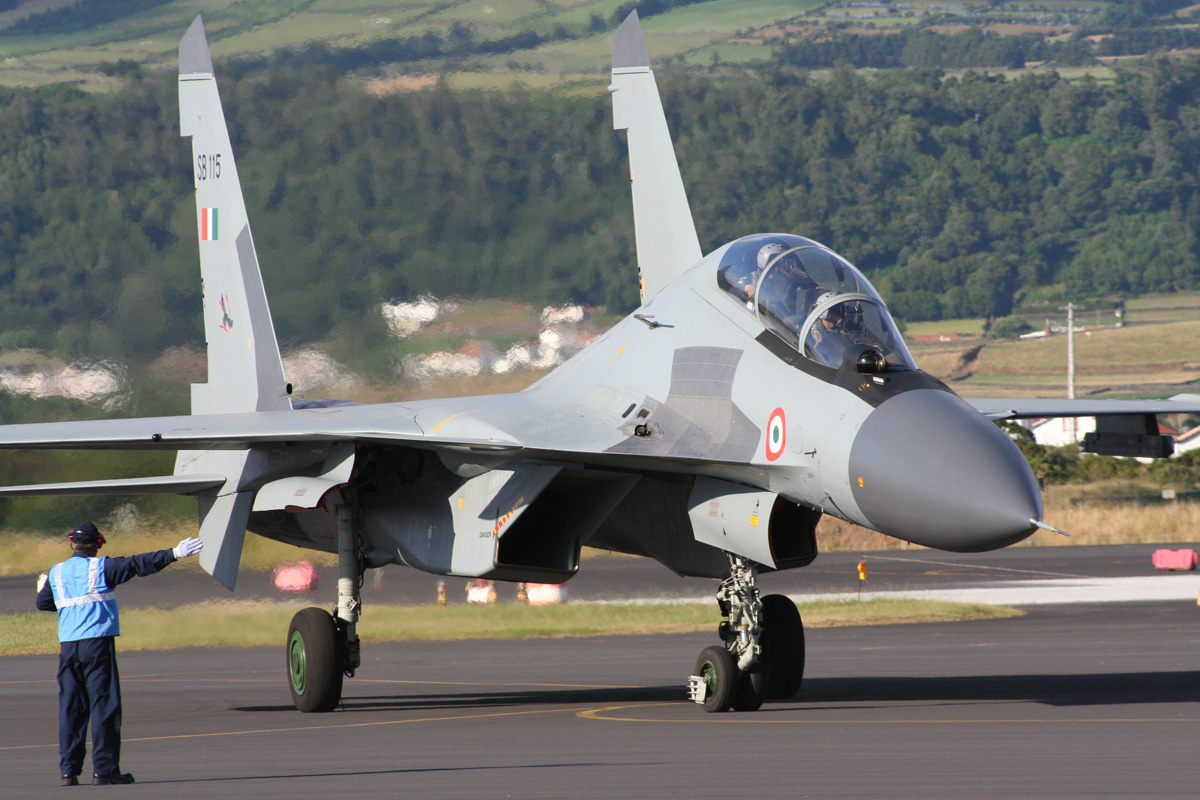
HAL Su-30MK construit sous licence
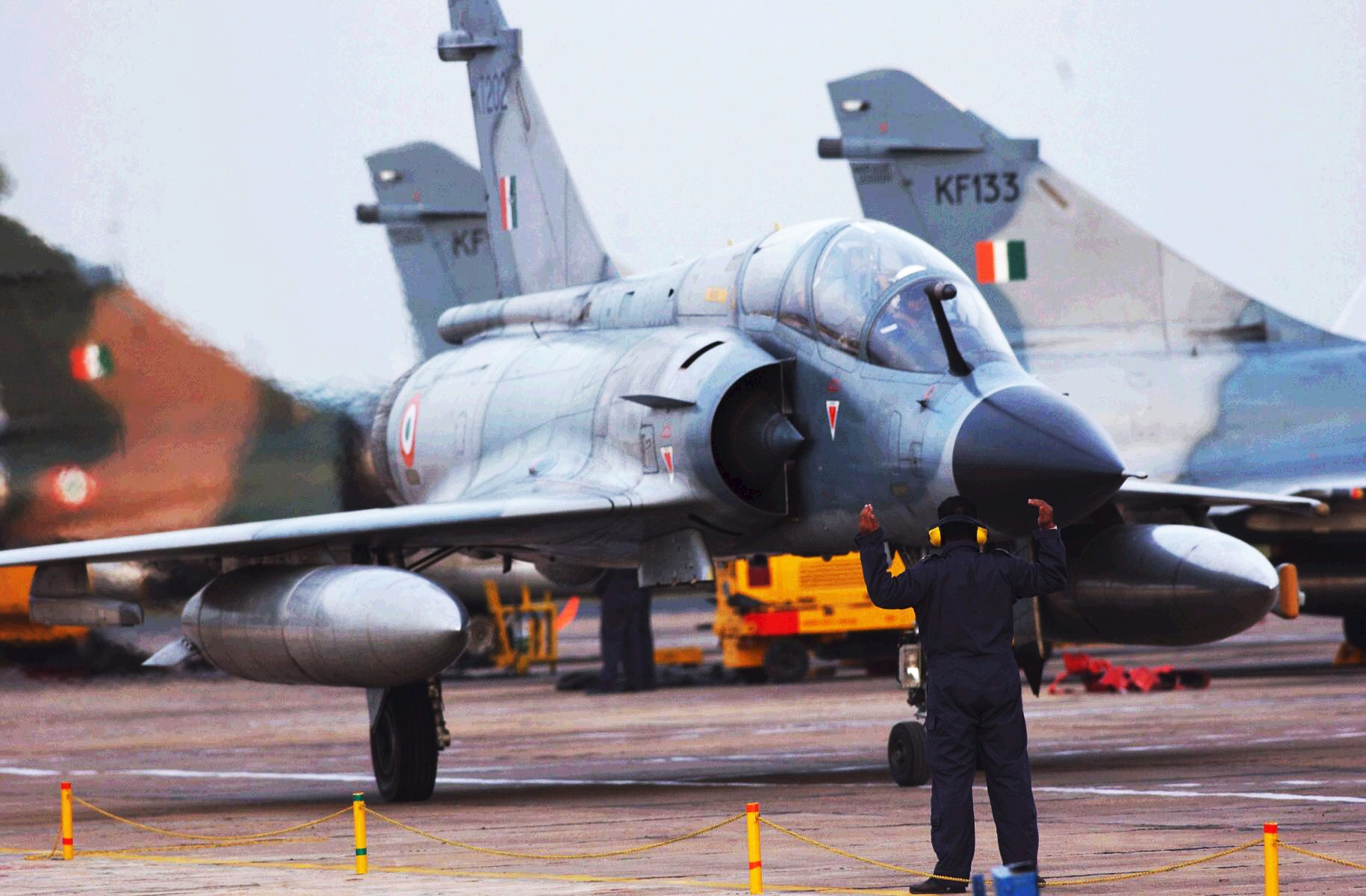
HAL Mirage 2000
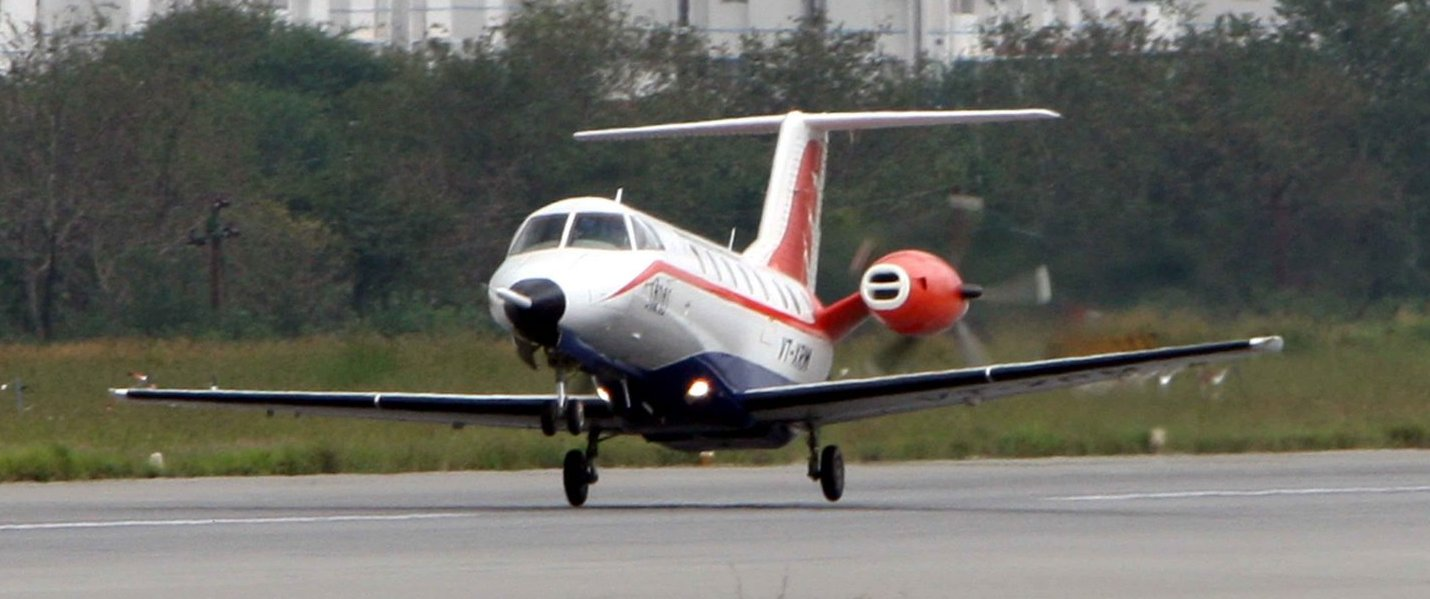
NAL Saras développé en collaboration avec le HAL
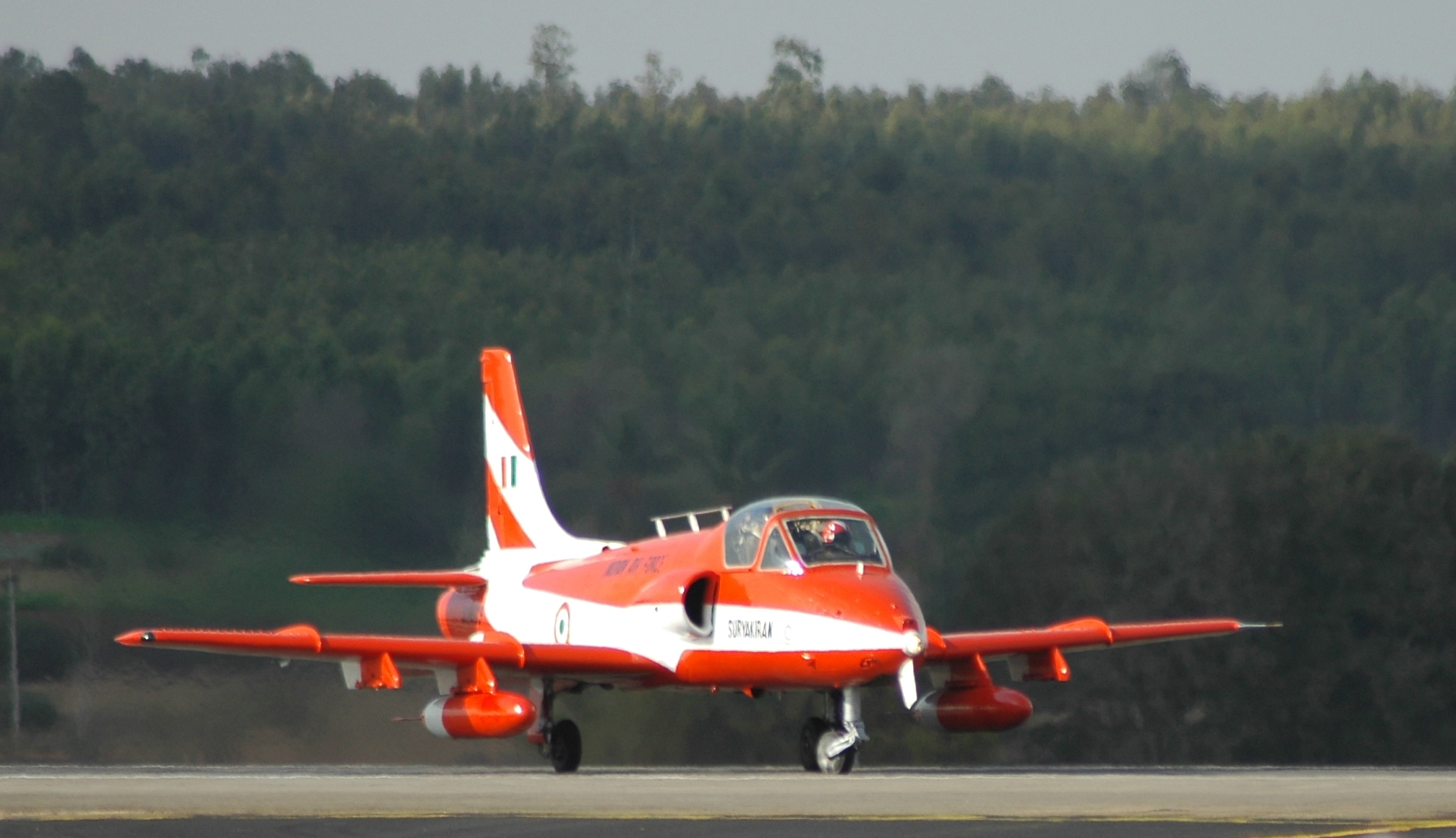
HJT-16 Kiran
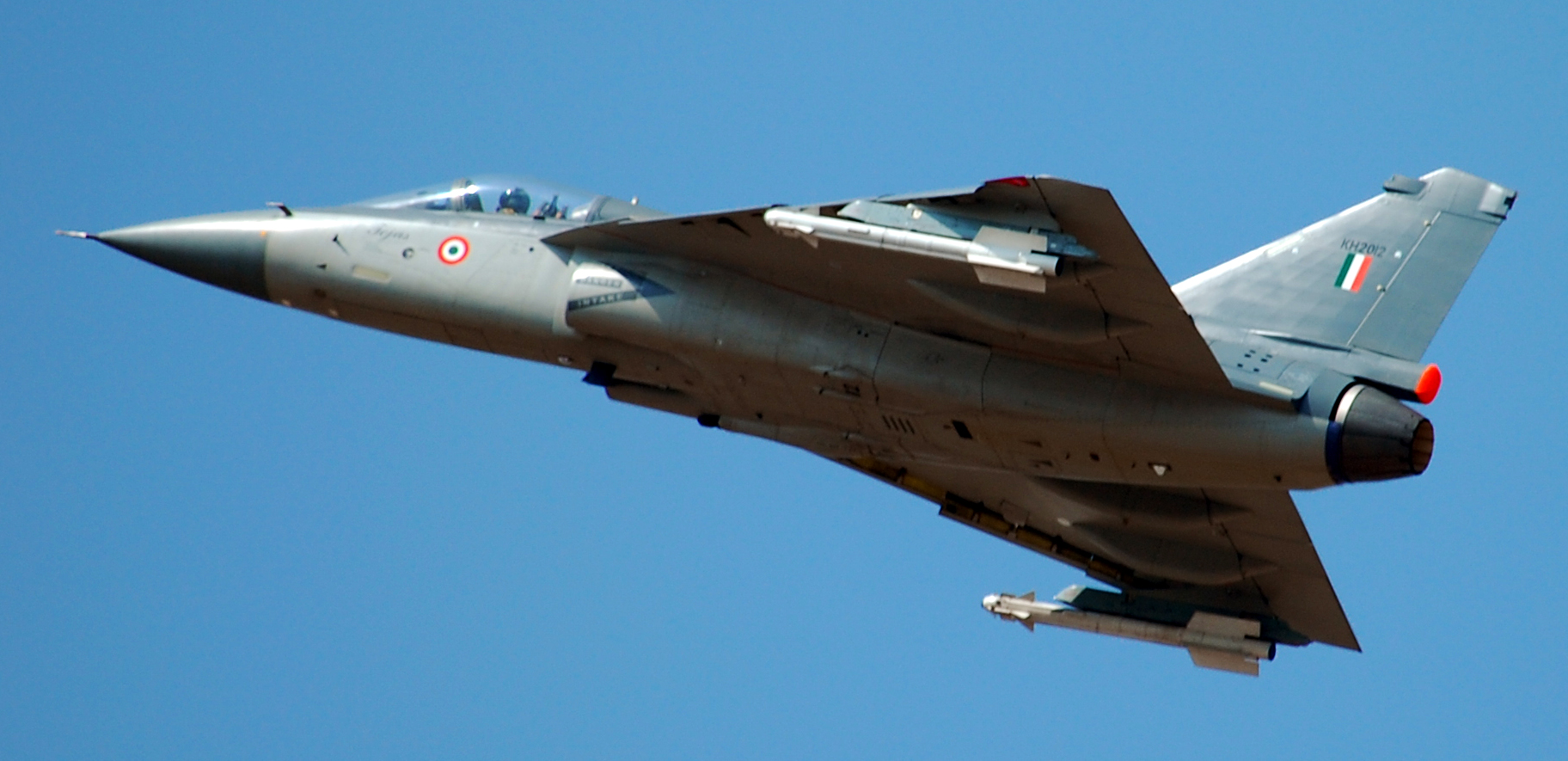
HAL Tejas